# Chelaethiops bibie
Chelaethiops bibie е вид лъчеперка от семейство Шаранови (Cyprinidae). Видът не е застрашен от изчезване.

## Разпространение
Разпространен е в Бенин, Буркина Фасо, Гана, Гвинея, Египет, Етиопия, Кения, Мали, Нигер, Нигерия, Сомалия, Того и Южен Судан.

## Описание
На дължина достигат до 5,5 cm.